# Миссия невыполнима (сезон 6)
Шестой сезон оригинального «Миссия невыполнима» изначально выходил в эфир по субботам в 10:00—11:00 вечера с 18 сентября 1971 года по 26 февраля 1972 года.

## В ролях
| Персонаж                | Актёр            | Основной   | Периодический |
| ----------------------- | ---------------- | ---------- | ------------- |
| Джим Фелпс              | Питер Грейвс     | Весь сезон |               |
| Бернард «Барни» Кольер  | Грег Моррис      | Весь сезон |               |
| Лиза Кейси              | Линда Дэй Джордж | Весь сезон |               |
| Вильям «Вилли» Армитадж | Питер Люпус      | Весь сезон |               |
| доктор Даг Роберт       | Сэм Эллиотт      |            | Эпизод 2      |

## Серии
| №   | #  | Название                            | Режиссёр           | Сценарист                                                              | Дата выхода в эфир | Prod. No. |
| --- | -- | ----------------------------------- | ------------------ | ---------------------------------------------------------------------- | ------------------ | --------- |
| 128 | 1  | «Слепой» «Blind»                    | Реза С. Бадийи     | Артур Вайс                                                             | 18 сентября 1971   | 126       |
| 129 | 2  | «На бис» «Encore»                   | Пол Красни         | Гарольд Ливингстон                                                     | 25 сентября 1971   | 125       |
| 130 | 3  | «Трамвай» «The Tram»                | Пол Красни         | Телеспектакль: Джеймс Л. Хендерсон и Сэмюэл Роэка Рассказ: Пол Плейдон | 2 октября 1971     | 131       |
| 131 | 4  | «Согнуть ум» «Mindbend»             | Марвин Чомски      | Джеймс Д. Бьюкенен Рональд Остин                                       | 9 октября 1971     | 130       |
| 132 | 5  | «Высшая форма» «Shape-Up»           | Пол Красни         | Эд Адамсон Норман Катков                                               | 16 октября 1971    | 133       |
| 133 | 6  | «Чудо» «The Miracle»                | Леонард Дж. Хорн   | Дэн Ульман                                                             | 23 октября 1971    | 129       |
| 134 | 7  | «Встреча» «Encounter»               | Барри Крейн        | Говард Берк                                                            | 30 октября 1971    | 132       |
| 135 | 8  | «Под водой» «Underwater»            | Саттон Роли        | Артур Вайс                                                             | 6 ноября 1971      | 134       |
| 136 | 9  | «Вторжение» «Invasion»              | Лесли Х. Мартинсон | Джеймс Л. Хендерсон Сэмюэл Роэка                                       | 13 ноября 1971     | 137       |
| 137 | 10 | «Блюз» «Blues»                      | Реза С. Бадийи     | Телеспектакль: Говард Берк Рассказ: Говард Берк и Орвилл Х. Хэмптон    | 20 ноября 1971     | 139       |
| 138 | 11 | «Гости» «The Visitors»              | Реза С. Бадийи     | Гарольд Ливингстон                                                     | 27 ноября 1971     | 135       |
| 139 | 12 | «Нервы» «Nerves»                    | Барри Крэйн        | Телеспектакль: Генри Шарп и Гарри Бэйтсон Рассказ: Генри Шарп          | 4 декабря 1971     | 140       |
| 140 | 13 | «Бег за деньги» «Run for the Money» | Марвин Чомски      | Эдвард Дж. Лэксо                                                       | 11 декабря 1971    | 128       |
| 141 | 14 | «Соединение» «The Connection»       | Барри Крэйн        | Телеспектакль: Эдвард Дж. Лэксо и Кен Петтас Рассказ: Эдвард Дж. Лэксо | 18 декабря 1971    | 136       |
| 142 | 15 | «Невеста» «The Bride»               | Джон Мокси         | Джексон Гиллис                                                         | 1 января 1972      | 127       |
| 143 | 16 | «Каменная подушка» «Stone Pillow»   | Лесли Х. Мартинсон | Говард Браун                                                           | 8 января 1972      | 142       |
| 144 | 17 | «Изображение» «Image»               | Дон Макдугалл      | Сэмюэл Роэка Джеймс Л. Хендерсон                                       | 15 января 1972     | 138       |
| 145 | 18 | «Преданный» «Committed»             | Реза С. Бадийи     | Телеспектакль: Артур Вайс Рассказ: Лоренс Хит                          | 22 января 1972     | 141       |
| 146 | 19 | «Женщина в сумке» «Bag Woman»       | Пол Красни         | Эд Адамсон Норман Катков                                               | 29 января 1972     | 144       |
| 147 | 20 | «Мёртв дважды» «Double Dead»        | Барри Крэйн        | Телеспектакль: Джексон Гиллис и Лоренс Хит Рассказ: Джексон Гиллис     | 12 февраля 1972    | 143       |
| 148 | 21 | «Казино» «Casino»                   | Реза С. Бадийи     | Уолтер Бро Говард Берк                                                 | 19 февраля 1972    | 145       |
| 149 | 22 | «В ловушке» «Trapped»               | Лесли Х. Мартинсон | Телеспектакль: Сэмюэль Роэка и Джеймс Л. Хендерсон Рассказ: Рик Хаски  | 26 февраля 1972    | 146       |